# Công viên Tưởng niệm Raoul Wallenberg

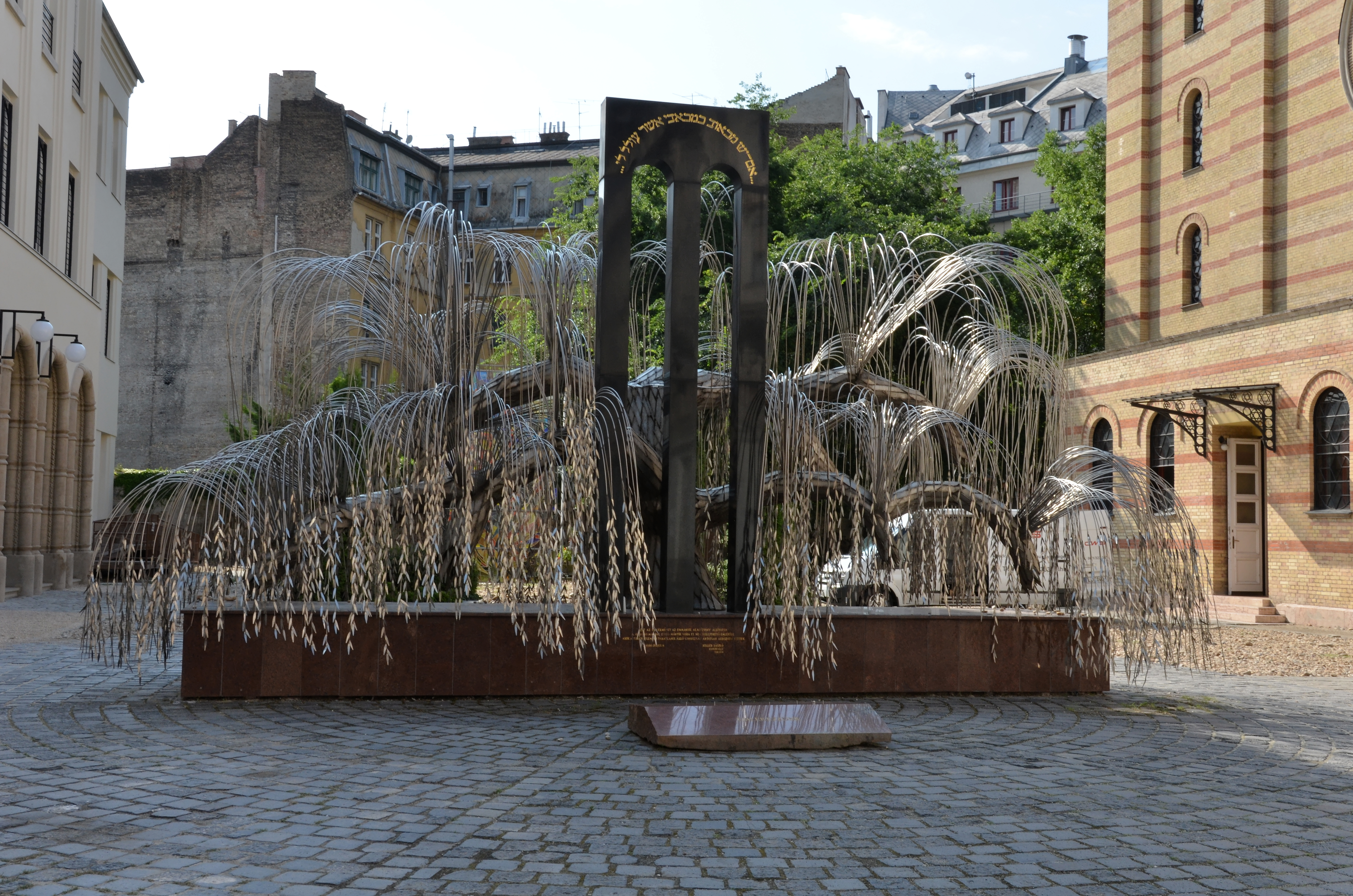
Tác phẩm điêu khắc cây liễu của Imre Varga

Công viên Tưởng niệm Raoul Wallenberg trong Holocaust được đặt tại sân sau của Giáo đường Dohány. Đây là nơi đặt "Đài tưởng niệm các liệt sĩ Do Thái Hungary" - một công trình điêu khắc, tưởng nhớ ít nhất 400.000 người Do Thái Hungary đã bị Đức quốc xã sát hại trong Chiến tranh Thế giới lần thứ 2.
Công viên tưởng niệm là tác phẩm của nhà điêu khắc Imre Varga, có hình dáng tựa như cây liễu rủ xuống như đang than khóc. Mỗi chiếc lá của nó đều được khắc tên các nạn nhân của cuộc đại diệt chủng.
Trong công viên còn có Đài tưởng niệm Raoul Wallenberg. Ông là chính khách người Thụy Điển, người đã cố gắng giải cứu thành công hàng ngàn người Do Thái ở Hungary trong Chiến tranh Thế giới thứ 2.
Đồng thời, nơi đây cũng đặt đài tưởng niệm nhiều Chính khách của các Quốc gia khác, trong số đó có:
1. Phó lãnh sự Thụy Sĩ Carl Lutz;
2. Đại sứ Tây Ban Nha tại Hungary  Ángel Sanz Briz
3. Giorgio Perlasca, một người Ý đã cứu hơn năm nghìn người Do Thái bằng cách cung cấp các văn kiện bảo hộ và hộ chiếu cho những người Do Thái tại Budapest.
4. Mons. Angelo Rotta, Giám mục người Ý và Sứ thần Tòa thánh của Thành phố Vatican ở Budapest, người đã cung cấp các văn kiện bảo hộ, thực hiện lễ rửa tội nhằm cứu những người Do Thái khỏi bị lao động cưỡng bức. Ông cũng cung cấp hộ chiếu Vatican cho người Do Thái ở Budapest. Ông đã cứu được được hơn 15000 người. Giám mục cùng với thư ký của mình, ông Mons.Gennaro Verolino, đã cứu hàng chục nghìn người Hungary Do Thái trong Chiến tranh thế giới thứ hai.